# Helianthemum getulum
Helianthemum getulum är en solvändeväxtart som beskrevs av Auguste Nicolas Pomel. Helianthemum getulum ingår i släktet solvändor, och familjen solvändeväxter. Inga underarter finns listade i Catalogue of Life.